# Bacchisa bicolor
Bacchisa bicolor là một loài bọ cánh cứng trong họ Cerambycidae.